# Plaza de toros de Zafra
La plaza de toros de Zafra es un coso taurino situado en el municipio español de Zafra, en la provincia de Badajoz. Cuenta con un aforo de 4.730 localidades y está catalogada como de tercera categoría. Es un importante edificio de la ciudad al contar el municipio con una amplia tradición taurina.

## Historia
El coso zafreño comenzó su a construirse en el año 1834 por iniciativa del consistorio municipal. Se comenzaron las obras de todo el círculo exterior ese mismo año, después, hubo un parón en las obras hasta 1842 cuando los vecinos de posición económica más acomodada suscribieron 76 acciones por 1.300 reales cada una y que permitieron la continuidad de la construcción del coso.  A cambio de esta contraprestación económica se sortearon entre los accionistas los 76 palcos con los que cuenta la plaza, y que adquirieron en propiedad.
El coso, de piedra, ladrillo y cal, consta de dos pisos. Se inauguró este coso pacense el 18 de agosto de 1844, lidiándose para la ocasión toros de la ganadería de Romero Valmaseda para el diestro Juan Blanco.

## Feria Taurina
Zafra celebra su feria taurina a caballo entre septiembre y octubre en la festividad de San Miguel. Un ciclo taurino de los últimos de la temporada española y que anuncia en sus carteles a los principales nombres del escalafón.
En 2018, por ejemplo, se acartelaron Enrique Ponce, Julián López “El Juli” y Ginés Marín frente a reses de la ganadería de Zalduendo.
En 2011, el matador de toros extremeño Alejandro Talavante, se encerró con toros de diferentes ganaderías: Victoriano del Río, Cayetano Muñoz, Garcigrande, Daniel Ruiz, Zalduendo, Núñez del Cuvillo y un séptimo de regalo que lució hierro y divisa de Zalduendo. La tarde fue triunfal para el torero pacense que cortó nueve orejas y un rabo.